# Mirandola
Mirandola är en kommun i provinsen Modena i Emilia-Romagna i Italien. Kommunen hade 23 895 invånare (2018).

## Kända personer från Mirandola
- Giovanni Pico della Mirandola (1463–1494), humanist och filosof
- Nicola Rizzoli (1971–), fotbollsdomare